# Jack Davis (athlétisme)
Pour les articles homonymes, voir Jack Davis et Davis.
Jack Davis (né le 11 septembre 1930 à Amarillo, Texas, et mort le 20 juillet 2012 à San Diego, Californie) est un athlète américain spécialiste du 110 mètres haies. Double vice-champion olympique en 1952 et 1956, il détient le record du monde de la discipline entre 1956 et 1959.

## Biographie
Après avoir effectué sa scolarité à la Herbert Hoover High School de Glendale, il intègre l'université de Californie du Sud. Entre 1951 et 1953 il remporte trois titres de champion NCAA sur 120 yards haies, et y ajoute un titre sur 220 yards haies en 1953.
En 1952, il termine deuxième des sélections olympiques américaines derrière Harrison Dillard. Aux Jeux olympiques d'Helsinki, il décroche la médaille d'argent derrière Hillard, en réalisant le même temps que lui, 13 s 7.
Au cours de l'olympiade, il remporte deux titres nationaux AAU en 1953 et 1954, et son meilleur temps est de 13 s 6 jusqu'en 1956, où il réalise d'abord 13 s 5 le 9 juin à Sanger, puis 13 s 4 au cours des séries des championnats des États-Unis à Bakersfield
. Il bat ainsi le record du monde que détenait son compatriote Dick Attlesey depuis 1950.
Aux sélections olympiques, il partage la première place avec Lee Calhoun. Quelques jours avant les Jeux olympiques, il court un 120 yards haies en 13 s 3 lors d'une réunion de préparation à Bendigo. Cependant ce record ne sera pas homologué par l'IAAF. En finale des Jeux de Melbourne, malgré un temps de 13 s 5 face à un vent contraire de 2 m/s, il s'incline face à Calhoun sur le fil.
Il est élu au Temple de la renommée de l'athlétisme des États-Unis en 2004.

## Palmarès
| Date | Compétition        | Lieu      | Résultat | Épreuve     | Performance |
| ---- | ------------------ | --------- | -------- | ----------- | ----------- |
| 1952 | Jeux olympiques    | Helsinki  | 2e       | 110 m haies | 13 s 7      |
| 1955 | Jeux panaméricains | Mexico    | 1er      | 110 m haies | 14 s 44     |
| 1956 | Jeux olympiques    | Melbourne | 2e       | 110 m haies | 13 s 5      |

## Records
| Épreuve     | Performance | Lieu        | Date             |
| ----------- | ----------- | ----------- | ---------------- |
| 110 m haies | 13 s 4      | Bakersfield | 22 juin 1956     |
| 120 y haies | 13 s 3      | Bendigo     | 17 novembre 1956 |